# Hollerburg
Die Hollerburg ist eine abgegangene Höhenburg auf 340 m ü. NN an einem Ausläufer des Hirschberges bei der Gemeinde Kirkel im Saarpfalz-Kreis im Saarland. In der Nähe der Burgstelle, „Hollerlöcher“ genannt, befindet sich ein römischer Felsenkeller.

## Geschichte
Die Gründung der Hollerburg geht vermutlich in das 9. Jahrhundert zurück und war eine frühmittelalterliche „Holz-Erde-Anlage“, ein Rundbau aus Holz. Vermutlich war die Burg die Vorgängeranlage der möglicherweise schon vor 1075 gegründeten Burg Kirkel und diente als Schutzburg für die Altstraße von Metz nach Mainz. Archäologisch bewiesen sind diese Vermutungen allerdings nicht.
Die Burgstelle, auf den eine Hinweistafel am Kirkeler Felsenpfad hinweist, lässt nur noch die Ausmaße erahnen und imponiert mit dem Felsvorsprung Hollerkanzel.
Legenden berichten von geheimnisvollen Wesen, die sich in ein Gespinst aus Rinden und Moos kleiden und Menschen, die sich hier in der Zeit vom 2. und 3. Januar in den Wald wagen, in die Irre führen.